# Paraamphiope
Paraamphiope is een geslacht van zee-egels uit de familie Astriclypeidae.

## Soorten
- Paraamphiope arcuata (Fuchs, 1883) †
- Paraamphiope raimondii Stara & Sanciu, 2014